# Doppia accensione
La doppia accensione (chiamata anche accensione doppia o doppie candele) è un sistema utilizzato sui motori endotermici a scoppio con accensione comandata, in cui i componenti utilizzati per innescare la scintilla della miscela aria-combustibile nella camera di scoppio, come candele, magneti o bobine, sono due anziché uno.
La doppia accensione è impiegata maggiormente sui motori aeronautici, ma talvolta è stata utilizzata anche sui motori per autovetture e sui motocicli.

## Descrizione

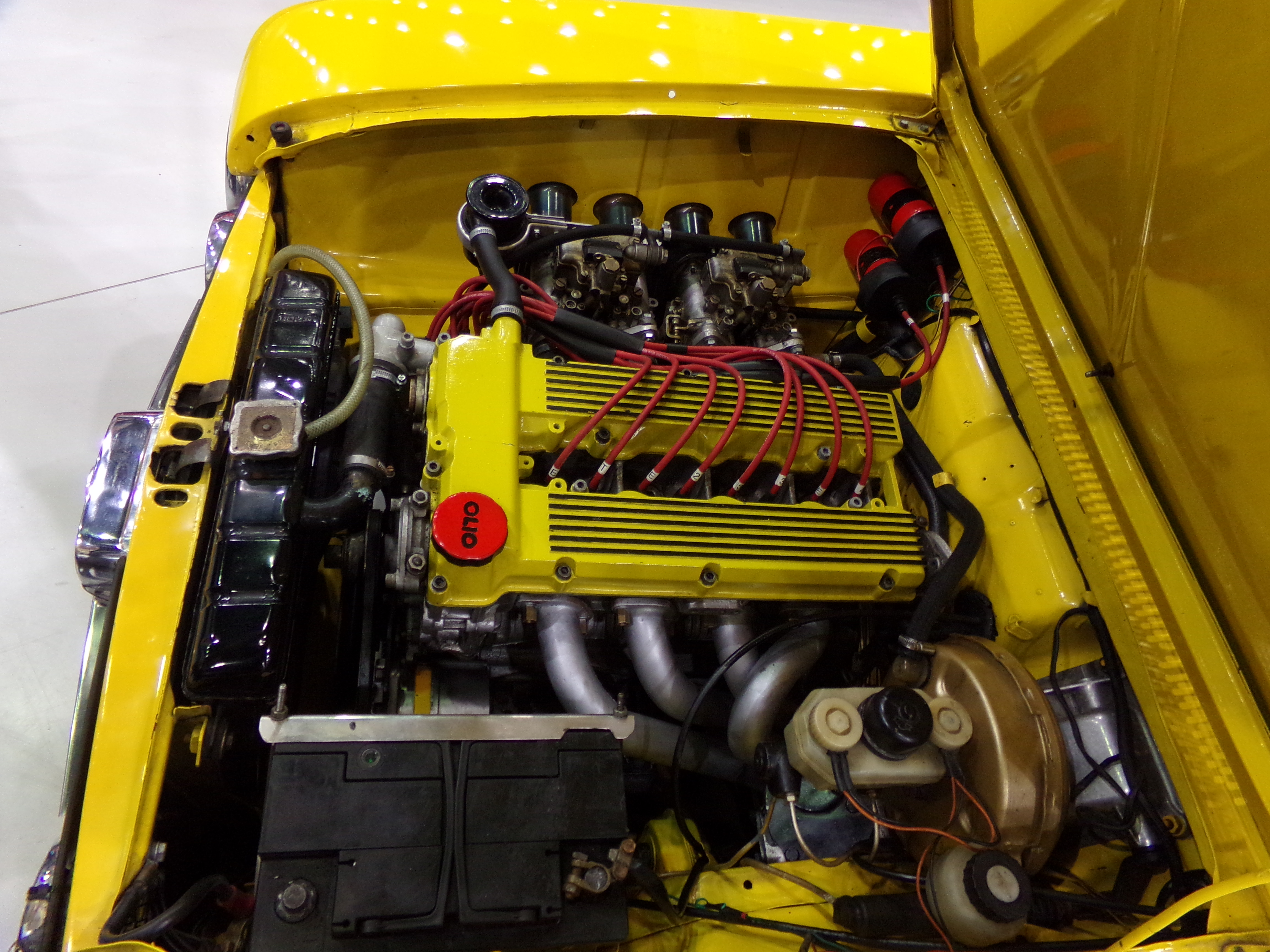
Alfa Giulia 1600 con motore twin spark a 4 cilindri; notare gli 8 cavi d'accensione

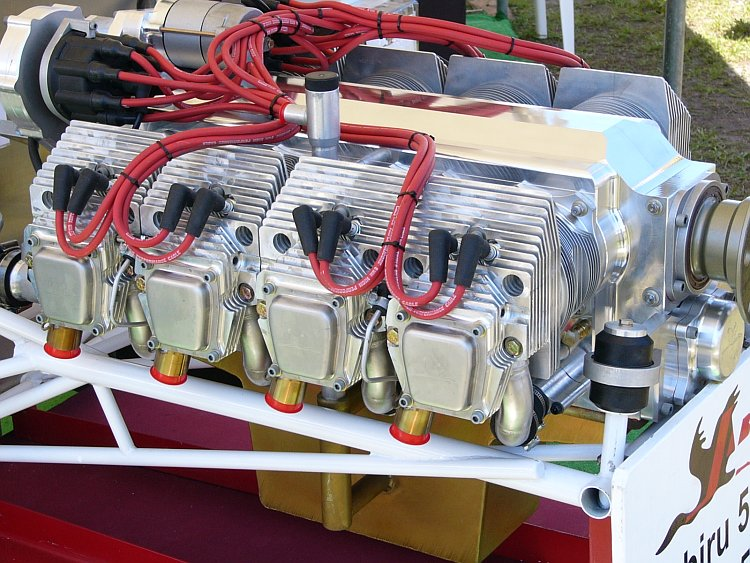
Motore aeronautico con doppie candele per cilindro

La doppia accensione offre due vantaggi: per ridondanza in caso di guasto di una delle due candele; per avere una combustione migliore e più efficiente della miscela aria-carburante all'interno della camera di scoppio.
Un sistema a doppia accensione in genere, si compone di due candele per cilindro e di almeno due circuiti di accensione separati, come per esempio doppi magneti o doppie bobine.
La doppia accensione migliora l'efficienza del motore, in quanto generando una doppia scintilla in due punti diversi della camera di combustione crea una "doppia fiamma", facendo su che la combustione risulti più rapida e completa, aumentando la potenza.
Il sistema a doppia accensione viene usato anche sulle automobili e nelle motociclette, ma risulta essere impiegato più di rado rispetto che in aviazione a causa della difficoltà nel posizionare la seconda candela all'interno della testata (quindi, molti sistemi a doppia accensione presenti sulle automobili tipicamente avevano una distribuzione a due valvole piuttosto che a quattro valvole per cilindro). 
Tra le prime autovetture di serie ad adoperare questo sistema c'era la Nash Ambassador del 1932-1948 che utilizzava 16 candele sul suo motore in linea a otto cilindri; successivamente questo sistema venne adottato sulle Alfa Romeo Twin Spark, così come sulle Honda con i motori della serie i-DSI e sul motore Modern Hemi di Chrysler. Nel 1980 Nissan installò doppie candele sul motore Nissan NAPS-Z; successivamente anche Ford lo introdusse sui modelli a quattro cilindri della Ford Ranger del 1989 e Ford Mustang del 1991. Diversi motori Mercedes-Benz adoperavano due candele per cilindro, come i motori M112 e M113. Alcune moto, come la Honda VT 500 e la Ducati Multistrada, hanno la doppia accensione. Le prime versioni della BMW R1100 S avevano una singola candela per cilindro, ma nel 2003 vennero aggiornate con un sistema a doppia accensione per soddisfare le normative sulle emissioni.